# 迪森霍芬附近施拉特

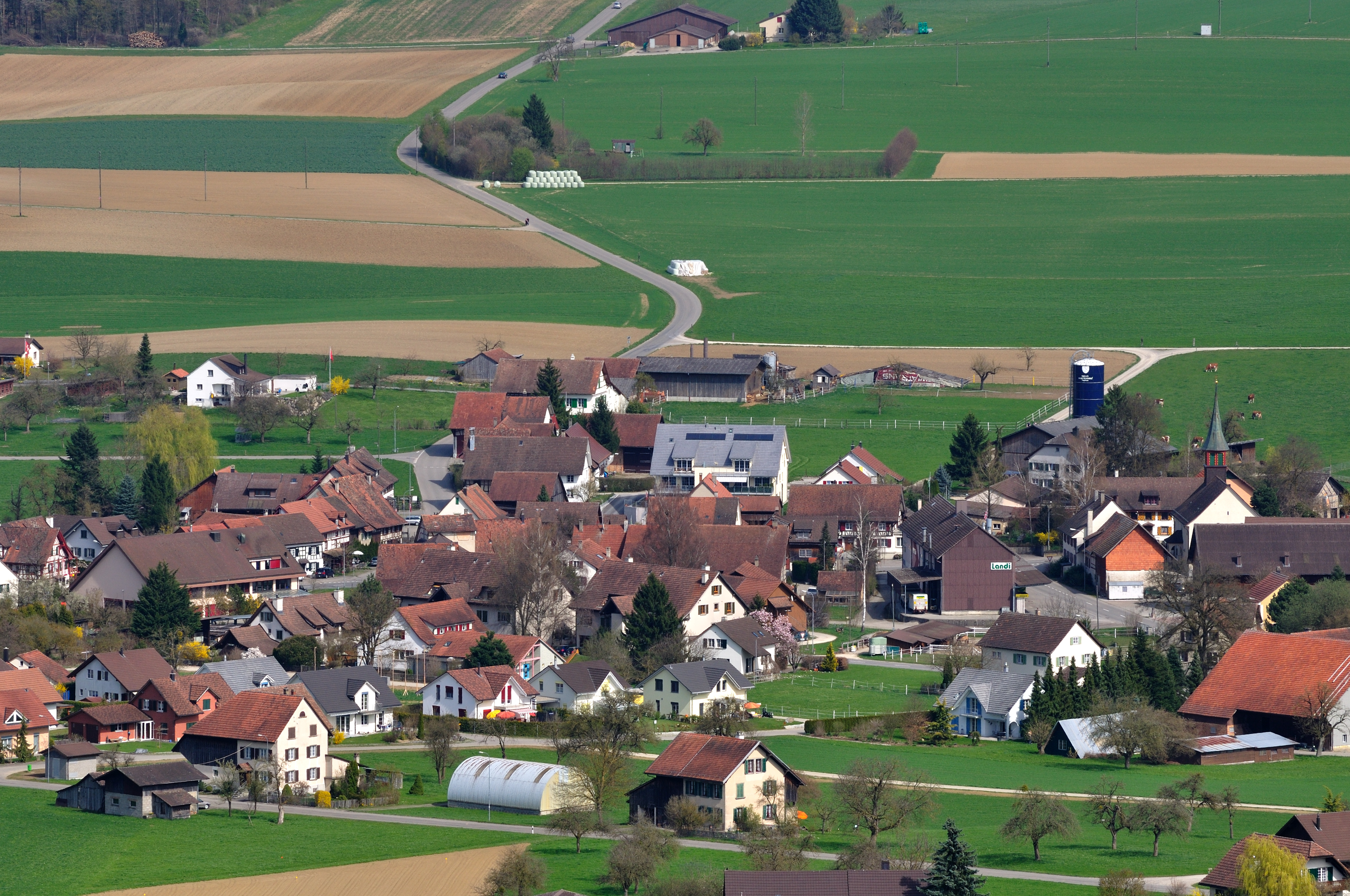

迪森霍芬附近施拉特是瑞士的城鎮，位於該國東北部，由圖爾高州負責管轄，面積15.53平方公里，海拔高度416米，2012年人口1,624，六成人口信奉基督教，人口密度每平方公里105人。